# Chleuastochoerus
A Chleuastochoerus az emlősök (Mammalia) osztályának párosujjú patások (Artiodactyla) rendjébe, ezen belül a disznófélék (Suidae) családjába tartozó fosszilis nem. Ezt a disznónemet, az újabb kutatások alapján sikerült besorolni, a Hyotheriinae alcsaládba.

## Tudnivalók
A Chleuastochoerus a miocén és pliocén korokban élt, ott ahol manapság Oroszország és Kelet-Ázsia fekszik.

## Rendszerezés
A nembe az alábbi 2 faj tartozik:
- Chleuastochoerus stehlini Schlosser, 1903 - típusfaj
- Chleuastochoerus tuvensis Vislobokova, 2009

### Fordítás
- Ez a szócikk részben vagy egészben  a   Chleuastochoerus című angol Wikipédia-szócikk ezen változatának fordításán alapul.  Az eredeti cikk szerkesztőit annak laptörténete sorolja fel. Ez a jelzés csupán a megfogalmazás eredetét és a szerzői jogokat jelzi, nem szolgál a cikkben szereplő információk forrásmegjelöléseként.